# Umax
UMAX Technologies, à l'origine connu sous le nom de UMAX Computer Corporation, est un fabricant de produits informatiques, notamment des scanners, des souris et des clés USB, basé à Taiwan. La société utilise également les noms de marque Yamada et Vaova.

## Histoire
UMAX est autrefois un fabricant de clones d'Apple Macintosh, utilisant le nom de marque SuperMac en dehors de l'Europe. Leurs modèles comprenaient les SuperMac S900/S910, J700, C500 et C500e/i/LT, C600e/v/LT/x et Aegis 200. Le C500 est commercialisé sous le nom d'Apus 2000 en Europe. Après le retour de Steve Jobs chez Apple en tant que nouveau PDG, il révoque toutes les licences des producteurs de clones pour produire des clones Mac, à l'exception d'UMAX, en raison de leurs offres bas de gamme inférieures à 1 000 USD, un marché sur lequel Apple n'est pas solide et le désir déclaré d'UMAX d'étendre la présence de la plate-forme Macintosh sur les marchés d'Asie de l'Est. La licence d'UMAX pour Mac OS 8 expire en juillet 1998. UMAX ne pouvait cependant pas rester rentable en ne vendant que ces systèmes; il fabrique brièvement des ordinateurs compatibles IBM PC au milieu des années 1990, mais depuis lors, UMAX s'est principalement concentré sur la fabrication de scanners.
En 1995, UMAX est le premier fabricant de scanners taïwanais, avec une part de marché de 13%, deuxième dans le monde derrière Hewlett-Packard (HP). Cela continue à être le cas tout au long de 1996. Selon les chiffres de PC Data, en 1997, UMAX dépasse brièvement HP dans certaines ventes mensuelles. Selon la même source cependant, en 1999, UMAX est "éclipsé" par HP dont la part de marché des scanners double cette année-là, passant de 13% à 26%. Sur certains marchés très sensibles aux prix comme l'Inde par exemple, UMAX continue à avoir une légère avance sur HP tout au long de 1999-2000, les deux sociétés revendiquant respectivement 44% et 40% des ventes de scanners dans ce pays. En 2003, HP et Canon dominaient le marché mondial des scanners à plat, "représentant une part de marché unitaire combinée de 81 %".
En 2002, UMAX commence à facturer à ses clients américains les mises à niveau des pilotes de ses scanners, une pratique qui s'est rapidement révélée controversée,.
Jusqu'à leur sortie du scanner de bureau marquée en 2002, Heidelberger Druckmaschinen utilisait UMAX comme OEM pour ces produits.

## Logiciel de numérisation
UMAX propose des logiciels de numérisation de base semi-gratuits (dans le sens où certaines versions/mises à jour coûtent de l'argent et d'autres non) pour Microsoft Windows (jusqu'à Windows XP) et Mac OS :
- VistaScan est leur module de numérisation TWAIN de base, qui contient également les pilotes Windows Image Acquisition (WIA) dans ses versions les plus récentes. Il présente une interface plus simple par rapport à MagicScan. Cependant, toutes les versions ne fonctionnent pas avec tous les produits. En général, les versions de VistaScan postérieures à la 3.55 ne prennent plus en charge les scanners SCSI. Le site allemand d'UMAX dispose d'une page Web/assistant (bilingue) qui aide l'utilisateur à sélectionner la version appropriée pour son scanner[13].
- MagicScan est la version haut de gamme de VistaScan, avec une interface utilisateur destinée aux utilisateurs plus expérimentés ; il n'est pas livré avec les scanners les moins chers (Astra, etc.), mais uniquement avec les scanners haut de gamme (PowerLook). Il fonctionne cependant avec de nombreux scanners UMAX moins chers[14],[15]. Les versions postérieures à la 4.71 ne sont plus livrées avec les pilotes SCSI.

De plus, UMAX propose un logiciel de numérisation/correction de photos tiers plus sophistiqué (généralement non gratuit) :
- binuscan PhotoPerfect, qui est une application autonome et dispose d'un plug-in pour MagicScan ; PhotoPerfect est également fourni avec des scanners haut de gamme [15],[16] et vendu séparément pour d'autres [17]
- SilverFast est compatible avec de nombreux scanners UMAX (surtout les SCSI) ; sa version d'entrée de gamme (SE) est livrée avec certains scanners UMAX plus récents[18],[19] et offert séparément pour les autres [20],[17]

Pour la reconnaissance optique des caractères, certains scanners UMAX sont fournis avec OmniPage et d'autres avec ABBYY FineReader.
Le logiciel Unix SANE supporte généralement bien les scanners UMAX SCSI, avec plus ou moins de support pour les autres (USB, FireWire, parallèle).